# Leptomithrax tuberculatus
Leptomithrax tuberculatus is een krabbensoort uit de familie van de Majidae. De wetenschappelijke naam van de soort is voor het eerst geldig gepubliceerd in 1900 door Whitelegge.